# Soini Nikkinen
Soini Nikkinen (ur. 19 lipca 1923 w Kiuruvesi, zm. 2 czerwca 2012 w Nastoli) – fiński lekkoatleta specjalizujący się w rzucie oszczepem.
Brązowy medalista ME 1954 w Bernie. Dwukrotny olimpijczyk – Londyn 1948 (12. miejsce) i Helsinki 1952 (8. miejsce). 24 czerwca 1956 pobił rekord świata – na stadionie w Kuhmoinen uzyskał wynik 83,56 m. Rekord ten przetrwał zaledwie 6 dni – 30 czerwca w Mediolanie pobił go Polak Janusz Sidło uzyskują wynik o 10 cm. lepszy.